# 錫布
錫布是中非共和國南部的城鎮，也是凱莫省的首府，位於首都班基以北188公里，處於烏班吉河的小型支流旁，是當地重要的交通樞紐，海拔高度400米，鎮上有機場設施，當地居民的飲食包括木薯、花生肉類以及各種野生動物。
5°44′N 19°05′E / 5.733°N 19.083°E